# William McFadzean, Baron McFadzean
William McFadzean, Baron McFadzean KT Kt (* 17. Dezember 1903 in Stranraer, Wigtownshire, Schottland; † 14. Januar 1996 in Bath, Somerset) war ein britischer Wirtschaftsmanager und Politiker, der von den 1950er bis zu den 1970er Jahren einer der bedeutendsten Wirtschaftsmanager Großbritanniens war und ab 1966 als Life Peer Mitglied des House of Lords war.

## Leben

### Studium und Vorstandsvorsitzender von BICC
McFadzean, dessen Vater als Reisender Landwirte in Schottland bei der Käseherstellung beriet und bereits 1918 verstarb, absolvierte nach der Schulausbildung in Stranraer und der High School in Glasgow ein Studium im Fach Rechnungswesen an der University of Glasgow. Nach Abschluss des Studiums trat er 1922 in das Finanzbuchhaltungsunternehmen McLay, McAllister and McGibbon in Glasgow ein, ehe er 1927 zu dem ebenfalls in Glasgow ansässigen Buchhaltungsunternehmen Chalmers, Wade & Company wechselte.
1932 wurde McFadzean Leiter des Rechnungswesens bei dem Kabelhersteller British Insulated Cables (BIC) und wurde dort 1937 Finanzsekretär, ehe er 1942 dessen geschäftsführender Manager wurde und als solcher eine führende Rolle in der britischen Kriegsproduktion des Zweiten Weltkrieges spielte. Nachdem es nach Kriegsende 1945 zu einer Fusion von British Insulated Cables und Callender’s Cable and Construction Company zu British Insulated Callender’s Cables (BICC) gekommen war, wurde er zunächst als Exekutivdirektor Mitglied des Vorstands, 1947 stellvertretender Vorsitzender sowie 1950 Leitender Exekutivdirektor. In den folgenden Jahren fungierte er zwischen 1954 und 1961 als Geschäftsführender Direktor sowie zugleich von 1954 bis 1973 als Vorstandsvorsitzender von BICC, das heute zum Unternehmen Balfour Beatty gehört. Zuletzt wurde er 1973 Ehrenpräsident von BICC. Während seiner dortigen langjährigen Tätigkeit hatte er maßgeblichen Anteil am Wachstum des Unternehmens als eines der führenden britischen Unternehmen auf dem Weltmarkt.

### Tätigkeiten für die Midlands Bank und Oberhausmitglied
Neben seiner Tätigkeit bei BICC war McFadzean, der 1960 zum Knight Bachelor geschlagen wurde und fortan den Namenszusatz „Sir“ führte, zwischen 1959 und 1961 auch Präsident des Britischen Unternehmensverbandes FBI (Federation of British Industries). In dieser Zeit begann er auch sein Engagement als Vorsitzender der Industrievereinigungen in der am 4. Januar 1960 gegründeten Europäischen Freihandelsassoziation (EFTA) sowie als Mitgründer des Europäischen Exportrates.
Des Weiteren übernahm er führende Funktionen bei der Midland Bank, eine der größten Bankgruppen Großbritanniens im 20. Jahrhundert, und war dort zunächst zwischen 1959 und 1981 Direktor sowie zugleich von 1968 bis 1977 stellvertretender Vorstandsvorsitzender.
Durch ein Letters Patent vom 24. Juni 1966 wurde McFadzean gemäß dem Life Peerages Act 1958 als Life Peer mit dem Titel Baron McFadzean, of Woldingham in the County of Surrey, zum Life Peer erhoben. Seine Einführung (Introduction) in das Oberhaus erfolgte durch James Turner, 1. Baron Netherthorpe und Henry Nelson, 2. Baron Nelson of Stafford am 12. Juli 1966. Er gehörte damit bis zu seinem Tod fast dreißig Jahre lang dem House of Lords als Mitglied an. Für seine Verdienste wurde er schließlich 1976 auch als Knight Companion in den Distelorden aufgenommen.
Seine Tochter Felicity McFadzean war seit 1979 mit Richard Marsh, Baron Marsh verheiratet, einem Politiker der Labour Party und ehemaligen Vorsitzenden des British Railways Board. Seine Ehefrau Eileen Gordon McFadzean, Lady McFadzean, mit der er seit 1933 verheiratet war, verstarb 2003 im Alter von 91 Jahren.